# Zeinheim
Zeinheim est une commune française située dans la circonscription administrative du Bas-Rhin et, depuis le 1er janvier 2021, dans le territoire de la Collectivité européenne d'Alsace, en région Grand Est.
Cette commune se trouve dans la région historique et culturelle d'Alsace.

## Géographie

### Communes limitrophes
- au nord-est Landersheim ;
- à l'est : Willgottheim ;
- au sud-ouest : Rangen ;
- au nord-ouest : Knœrsheim.

| Westhouse-Marmoutier |          | Landersheim  |
| Knœrsheim            | Zeinheim |              |
| Rangen               |          | Willgottheim |

### Hydrographie
La commune est dans le bassin versant du Rhin au sein du bassin Rhin-Meuse. Elle est drainée par le ruisseau le Muhlgraben et le ruisseau le Hohnengraben,.

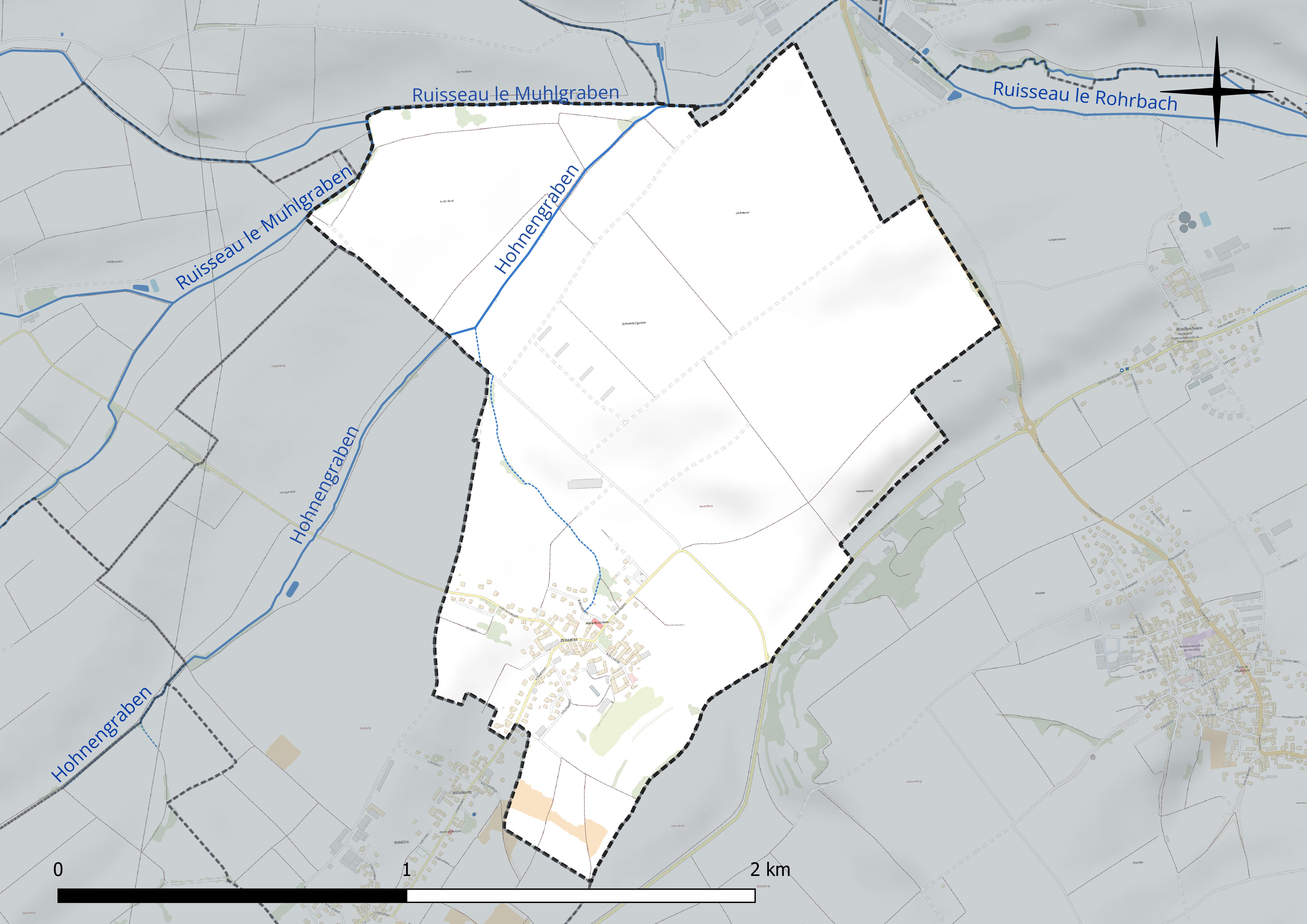
Réseau hydrographique de Zeinheim.

### Climat
Pour des articles plus généraux, voir Climat du Grand Est et Climat du Bas-Rhin.
En 2010, le climat de la commune est de type climat des marges montargnardes, selon une étude du Centre national de la recherche scientifique s'appuyant sur une série de données couvrant la période 1971-2000. En 2020, Météo-France publie une typologie des climats de la France métropolitaine dans laquelle la commune est exposée à un climat semi-continental et est dans la région climatique  Vosges, caractérisée par une pluviométrie très élevée (1 500 à 2 000 mm/an) en toutes saisons et un hiver rude (moins de 1 °C). 
Pour la période 1971-2000, la température annuelle moyenne est de 10,4 °C, avec une amplitude thermique annuelle de 17,6 °C. Le cumul annuel moyen de précipitations est de 794 mm, avec 10,4 jours de précipitations en janvier et 10,6 jours en juillet. Pour la période 1991-2020, la température moyenne annuelle observée sur la station météorologique de Météo-France la plus proche, « Waltenheim-sur-zorn », sur la commune de Waltenheim-sur-Zorn à 13 km à vol d'oiseau, est de 11,3 °C et le cumul annuel moyen de précipitations est de 652,2 mm. 
La température maximale relevée sur cette station est de 38 °C, atteinte le 7 août 2015 ; la température minimale est de −14,9 °C, atteinte le 20 décembre 2009,,. 
Les paramètres climatiques de la commune ont été estimés pour le milieu du siècle (2041-2070) selon différents scénarios d'émission de gaz à effet de serre à partir des nouvelles projections climatiques de référence DRIAS-2020. Ils sont consultables sur un site dédié publié par Météo-France en novembre 2022.

## Urbanisme

### Typologie
Au 1er janvier 2024, Zeinheim est catégorisée commune rurale à habitat dispersé, selon la nouvelle grille communale de densité à sept niveaux définie par l'Insee en 2022.
Elle est située hors unité urbaine. Par ailleurs la commune fait partie de l'aire d'attraction de Strasbourg (partie française), dont elle est une commune de la couronne,. Cette aire, qui regroupe 268 communes, est catégorisée dans les aires de 700 000 habitants ou plus (hors Paris),.

### Occupation des sols
L'occupation des sols de la commune, telle qu'elle ressort de la base de données européenne d’occupation biophysique des sols Corine Land Cover (CLC), est marquée par l'importance des territoires agricoles (93,3 % en 2018), une proportion identique à celle de 1990 (93,3 %). La répartition détaillée en 2018 est la suivante : terres arables (84,8 %), zones agricoles hétérogènes (8,5 %), zones urbanisées (6,7 %). L'évolution de l’occupation des sols de la commune et de ses infrastructures peut être observée sur les différentes représentations cartographiques du territoire : la carte de Cassini (XVIIIe siècle), la carte d'état-major (1820-1866) et les cartes ou photos aériennes de l'IGN pour la période actuelle (1950 à aujourd'hui).

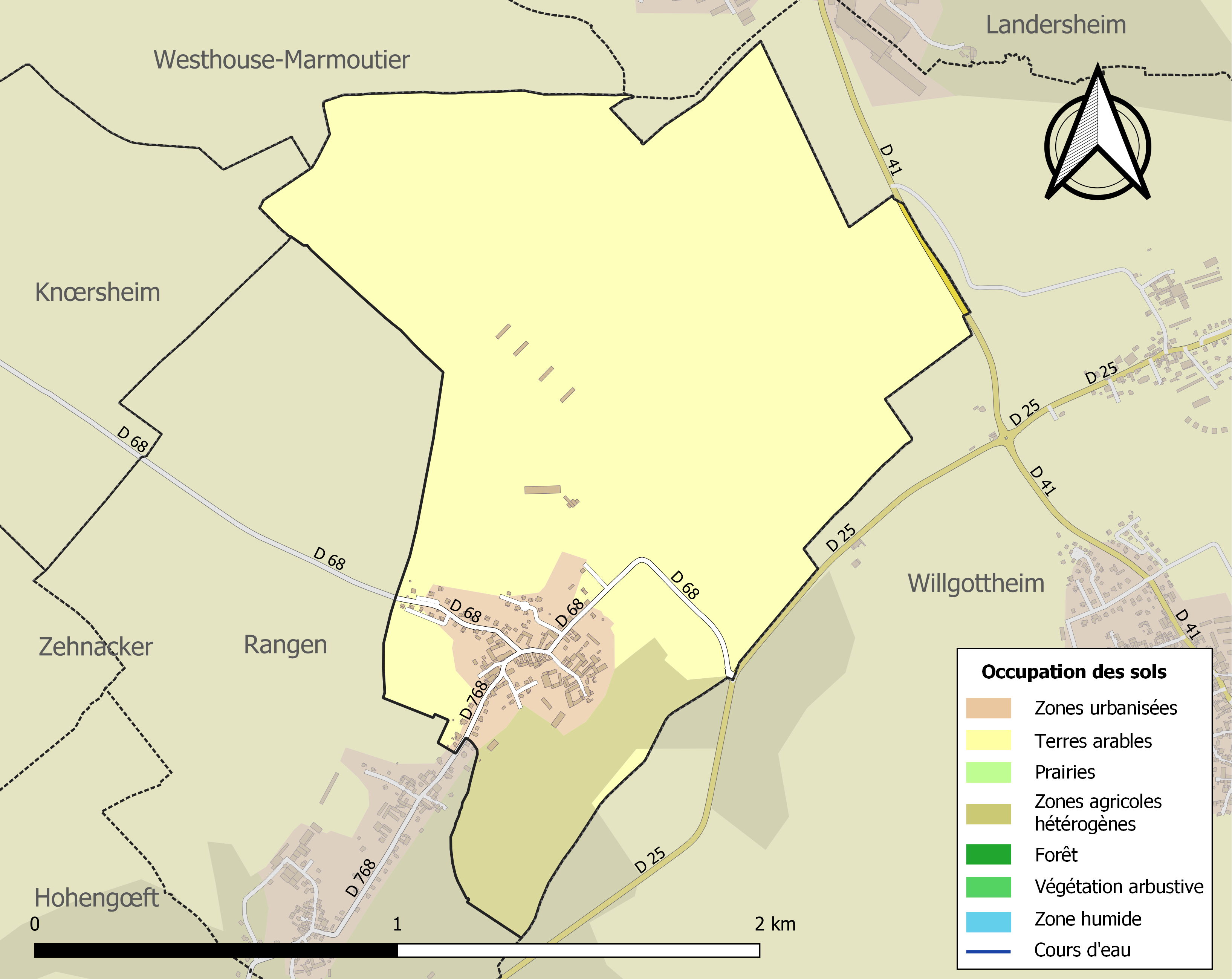
Carte des infrastructures et de l'occupation des sols de la commune en 2018 (CLC).

## Histoire

### Origine du nom
Le nom de Zeinheim se compose des anciens mots germaniques Zein ou Zaun, qui veulent dire enceinte, enclos, palissade et du mot Heim, l'habitat, le chez-soi. Il s'agissait sans doute d'un ancien hameau entouré d'un mur d'enceinte. On peut affirmer avec certitude, des sarcophages en grès découverts à proximité l'attestent, que le hameau existe depuis l’époque mérovingienne. Dans un document datant de 828 ap. J.-C., le lieu s'orthographie Zeinhaim, et en 1120 on écrivait Ceinheim.

### Époque celtique
Un chemin celtique passait à proximité de l'emplacement actuel du village ; il suivait le tracé de l'actuelle route départementale D 25, qui relie Wasselonne à Hochfelden.

### Époque gallo-romaine
Le chemin communal « Altstrass » (signifiant ancienne route) est un tronçon de la voie romaine reliant Argentorate (Strasbourg) à Tres Tabernae (Saverne). Cette route croisait le chemin celtique près du lieu-dit Steingebiss.

### Au temps des grandes invasions
Les Alamans s'établissent près de ce carrefour et délimitent autour de leur camp un territoire qui sera le ban communal, la banlieue. Les guerriers se partageaient les bonnes terres pour les labours. Les terres restées en friche étaient réservées à toute la communauté pour les pâtures ; c'était les biens communaux, on les appelait les Allmende ou Almematte.

### Époque carolingienne
Au début du IXe siècle, les moines de l'abbaye de Schwartzach (Pays de Bade) échangent des terres avec le comte Erchengar pour obtenir deux arpents de vigne  du terroir de Zeinheim. L'échange des biens est confirmé par un acte officiel signé par le fils de Charlemagne, Louis le Débonnaire (le Pieux) et son fils Lothaire en 828. À cette époque Zeinheim fait partie du Nordgau, le comté d'Alsace du Nord.

### Possessions des couvents et des seigneurs
Un document daté de 1120 révèle que l'abbaye de Marmoutier possédait de nombreuses propriétés dans le ban de Zeinheim, ainsi qu'une cour colongère (Dinghof, en alsacien). C'était une ferme appartenant à l'abbaye dont les terres étaient exploitées par plusieurs familles de paysans. On les appelait les « Huber » ; ils devaient à l'abbaye redevances et corvées. La ferme était gérée par un économe, le « Meier », qui n'avait de compte à rendre qu'à l'abbaye. Un règlement fixait les droits et les devoirs des propriétaires et des tenanciers.
D'autres couvents avaient également des possessions dans le village ; le couvent du Sindelberg, celui de Surbourg, ainsi que le « Steigerkloster » de Saverne qui acquit ses terres en les achetant à un certain Johann Stöcklin domicilié à Mittelkurtz.
D'autres terres ont été attribuées à la fondation Saint Pierre-le-Jeune à Strasbourg ainsi qu'au chapitre de la cathédrale.
Dans le village même résidait un seigneur, sans doute un propriétaire terrien anobli. Un lieu-dit du ban communal porte le nom de Frohnacker, le champ du seigneur. Sa famille s'éteindra en 1466.

### Construction de la première église
Dès le début du XIIe siècle, Zeinheim avait une église dont les patrons étaient saint Philippe et saint Jacques. La tour de cette première église existe toujours : c'est l'actuel clocher. Ce sont les moines de l'abbaye de Marmoutier qui en ont dirigé la construction.

### Zeinheim: village d'empire
Au début du XIIe siècle, Zeinheim fait toujours partie du Nordgau, gouverné à cette époque par les comtes d'Eguisheim-Dabo. En 1152, le duc d'Alsace et de Souabe, Frédéric de Hohenstaufen, connu sous le nom de Frédéric Barberousse, devient empereur d'Allemagne, l'Alsace faisant partie de l'Empire allemand depuis 926. Il fixe sa cour à Haguenau. Le nouvel empereur agrandit ses domaines personnels en détachant notamment la plupart des villages du Kochersberg du landgraviat de Basse-Alsace qui avait succédé au comté du Nordgau. Ainsi Zeinheim devient village d'Empire et sera administré un certain temps par le prévôt impérial, résidant à Haguenau ; le Reichsschultheiss.

### 1236: le partage de Zeinheim
L'évêque de Strasbourg, Berthold de Teck, revendique l'héritage des Eguisheim-Dabo. Un traité est signé en 1236 : les droits de souveraineté sur les villages d'Empire seront exercés en commun par l'Empereur et par l'évêque de Strasbourg. C'est ainsi que la moitié du territoire de Zeinheim reste propriété de l'Empereur, l'autre moitié revenant à l'évêque.
C'est certainement à la suite de ce partage que le hameau de Mittelkurz s'est détaché de la communauté villageoise de Zeinheim. Dès le haut Moyen Âge, des gens travaillant à Zeinheim ont construit leurs habitations hors de l'enclos délimitant la première agglomération, ainsi un hameau s'est constitué à mi-chemin entre Zeinheim et Rangen. La famille Kurz ayant des propriétés en cet endroit (peut-être même une résidence), le hameau a été appelé Mittelkurz. À la suite du partage, l'évêque attira sans doute ses « sujets », les paysans de Mittelkurz, vers la paroisse de Rangen, qui lui appartenait déjà.

### Les seigneurs de Wangen et de Rathsamhausen
La part de l'empereur fut donnée en fief aux seigneurs de Wangen qui reçurent également la part de l'évêque en 1247. Mais l'évêque Jean 1er racheta cette dernière des mains de Frédéric de Wangen, prévôt impérial de Colmar.
En 1414, la part impériale fut léguée par Sigismond de Luxembourg, roi de Hongrie et de Bohême, empereur d'Allemagne, aux seigneurs de Rathsamhausen von Ehnweyer, chevaliers d'Empire, originaires de la région de Sélestat et propriétaires de plusieurs châteaux-forts dans les Vosges (Rathsamhausen, Lutzelbourg, Dreistein près du Mont Sainte-Odile, Oedenbourg près du Haut-Koenigsbourg).
En 1590, le seigneur Jacques de Rathsamhausen engagea son fief de Zeinheim, pour 9 ans, à gendre Félix de Mittelhausen.
La dynastie des Rathsamhausen conservera les droits de souveraineté sur le village jusqu'en 1695.

### Le démembrement du Ban d'Uttingen
Entre Hohengœft et Zehnacker, au lieu-dit der Sittingen existait le petit village d'Uttingen, filiale de la paroisse de Rangen. Ce village, qui avait un ban à lui, appartenait pour une moitié à l'évêque de Strasbourg et pour l'autre moitié au comte de Linange, héritiers tous deux du comté du Dabo.
Le village disparut complètement au début du XVe siècle. Les causes de sa disparition n'ont pas été clairement définies : destruction totale par la guerre, épidémie ou exode massif des habitants ? Ce qui est pratiquement certain, c'est que les survivants de ce village se sont installés à Hohengœft, car les deux seigneurs, l'évêque de Strasbourg et le comte de Linange, n'hésitèrent pas à céder la jouissance du ban d'Uttingen à la commune de Hohengœft. Mais l'évêque de Strasbourg, Robert de Bavière, rencontra dans ce village, qui ne lui appartenait pas, de telles difficultés pour rentrer ses redevances qu'il préféra confier sa part à ses sujets de Rangen ; une moitié du territoire d'Uttingen fut donc rattachée à la banlieue indivise de Zeinheim-Rangen, bien que l'évêque ne possédât alors que la moitié de Zeinheim.
C'est alors que la commune de Hohengœft refuse aux paysans de Zeinheim et de Rangen le droit de pâture sur le territoire du village disparu; l'affaire est portée devant les tribunaux: le procès dure de 1514 à 1518. Finalement un jugement de la cour supérieur de justice de Saverne entérine le rattachement décidé par l'évêque. L'affaire rebondira dans la seconde moitié du XIXe siècle.

### Troubles religieux; dévastation de l'église
En 1587, l'armée du duc de Lorraine qui avait envahi l'Alsace à l'occasion des troubles religieux suscités par la réforme, dévasta le village ; l'église fut complètement saccagée. Les fonts baptismaux sont détruits, les baptêmes doivent avoir lieu à Willgottheim.

### L'endettement des paysans auXVIesiècle
Au cours de la seconde moitié du XVIe siècle, les bourgeois de Strasbourg qui sont volontiers propriétaires fonciers dans les campagnes du Kochersberg, accroissent encore leur emprise sur les paysans en multipliant les prêts hypothécaires qui leur produisent soit des intérêts en espèces, soit de fructueuses rentes en nature.
C'est ainsi qu'un certain Paulus Hollinger, orfèvre à Strasbourg, acquiert en 1571 une rente de 2 sacs de seigle à Zeinheim. Le paysan débiteur devait s'engager à payer annuellement « 24 Gulden mit 2 Fiertel Roggen » (24 florins avec 2 quarts de seigle).

### La guerre de Trente Ans
La guerre de Trente Ans (1618-1648), avec son cortège de pillage et de massacres, fut une véritable catastrophe pour le village. En 1661, Zeinheim ne comptait plus que huit habitants ; sept fermes sur les vingt étaient complètement détruites.

### Repeuplement et reconstruction
Les survivants de ces années terribles purent facilement agrandir leurs domaines ; aux paysans immigrés (surtout après l'édit royal de 1662) furent attribuées des terres en propriété. Le village se repeupla et se reconstruisit. Les corps de ferme, situés encore aujourd'hui dans le village, datent de cette période de reconstruction, soit la deuxième moitié du XVIIe siècle.

### Redevances seigneuriales et dîme avant la Révolution
À la fin du XVIIe siècle, l'évêque Guillaume Egon de Furstenberg revendique les droits de souveraineté sur la totalité du territoire de Zeinheim, car la moitié appartient toujours à la famille des Rathsamhausen.
Le Conseil souverain d'Alsace lui donne satisfaction en 1695. Ainsi pendant presque tout le XVIIIe siècle (de 1704 à 1789), les paysans de Zeinheim verseront les redevances seigneuriales aux quatre cardinaux de Rohan qui, d'oncle à neveu, se relayeront sur le siège épiscopal de Strasbourg.
Jusqu'à la Révolution, la dîme était payée au grand chapitre de la cathédrale de Strasbourg, et ce depuis 1407.

### La1reécole
Une école fonctionnait dans le village au moins depuis 1783. Le bâtiment scolaire se trouvait sur l'emplacement de l'ancienne mairie, à côté de l'église.

### Au temps de la Révolution

#### La réforme administrative
À la veille de la Révolution, Zeinheim faisait partie du bailliage du Kochersberg. La réforme administrative, mise en chantier en automne 1789, rattacha la commune au district de Haguenau, qui comprenait neuf cantons ; Fort-Louis, Haguenau, Bischwiller, Brumath, Truchtersheim, Marmoutier, Saverne, Bouxwiller et Hochfelden. Ce n'est que vers 1800 que la mention « Arrondissement de Saverne » apparaît dans les registres municipaux, à la suite de la réorganisation administrative sous le Consulat.

#### Ouverture des registres d'état-civil à la mairie
Le premier acte officiel fut enregistré le 29 janvier 1793, c'était l'acte de naissance de Salomé Diebolt, fille de Georges Diebolt et de Catherine Heim.

#### Recrutement militaire
Parmi les jeunes gens « appelés à marcher à la défense de la République » figure en 1794 le citoyen Michel Pfister, natif de la commune. Il est déclaré « exempt de se lever avec les citoyens de la première classe et ce pour raison d'infirmité légalement constatée ». Le certificat d'exemption lui fut remis à Dorlisheim.

#### Réquisitions dans le village
De nombreuses réquisitions sont organisées dans le village par les commissaires du district de Haguenau en vue de l'approvisionnement de l'armée du Rhin : foin, blé, seigle, chevaux, voitures, eaux-de-vie sont à livrer soit au relais de Willgottheim soit au magasin militaire de Haguenau soit au parc de Landau.
Voici le compte rendu d'une réquisition rédigé par le commissaire Dreher en juin 1795 :
« Aujourd'hui le 22 prairial de l'an III de la République française, je me suis rendu dans la commun de Zeinheim en application du décret du Comité de Salut de Convention Nationale et de la délibération du directoire du district en date du 1er prairial pour exiger le cinquième de toutes les récoltes et farines, effectuer des visites domiciliaires et réquisitionner les récoltes trouvées ».

#### Persécutions religieuses pendant la Terreur
Le prêtre qui dessert la paroisse exerce son ministère en cachette pour échapper aux dénonciations ;  la tradition populaire se souvient d'un "patriote" domicilié à Mittelkurz et connu pour son zèle "jacobin".

#### Une famille émigrée
En décembre 1793, un habitant de la commune, Jean Fritsch, pour échapper à des poursuites, se réfugia en Suisse avec sa femme Catherine Lorentz et ses 2 filles, Françoise (âgée de 17 ans) et Salomé (âgée de 15 ans). La famille fut portée sur la liste communale des émigrés qui a été transmise au directoire du district, le 18 messidor de l'an II (juillet 1794), peu de temps avant la mort de Robespierre. Aux termes de la loi, il risquait la confiscation de ses biens. Il est rentré au village en février 1795. Pour obtenir sa réintégration dans la commune, le conseil municipal adresse la requête suivante au Bureau des Émigres de Haguenau, le 15 ventôse de l'an III (mars 1795) :
« L'honorable agriculteur Jean FRITSCH, accompagné de sa femme et de ses deux filles, a quitté le territoire de République le 2 nivôse de l'an II pour échapper aux griffes du tyrannique SCHNEIDER et de ses acolytes, et pour fuir une mort que ceux-ci lui avaient juré. Mais se fiant aux décrets sages et bienfaisants de la Convention Nationale en date du 22 nivôse de l'an III, il est revenu sur le territoire de la République... »
La requête était signée, sous la foi du serment, par les citoyens suivants : Michel FRITSCH (maire et fils de l'intéressé), Antoine PFISTER, Joseph HUBER, Antoine SCHMITT, Hanns SCHMITT, Hanns DIETRICH, Michel KAPP, Jean DISS, Lorentz SCHMITT, Georges DIEBOLT, Joseph LIENHART, Peter GOETZ et Jacob TRAPPLER (greffier). Bel exemple de solidarité villageoise qui, grâce aussi aux propos flatteurs à l'égard de la "bienfaisante " Convention, aura d'heureuse conséquences : la famille concernée ne sera pas "réputé émigrée" et pourra donc réintégrer sa commune.
En 1798, FRITSCH Jean fut félicité publiquement par le gouvernement pour les bonnes méthodes de culture qu'il mettait en pratique.

#### Persécutions religieuses sous le Directoire
En 1797 le prêtre, desservant la paroisse de Willgottheim-Zeinheim, fut arrêté alors qu'il se cachait dans une maison du village (anciennement no 15). Il fut conduit par les gendarmes à Willgottheim. Là, les paysans le délivrèrent en mettant en fuite l'escorte militaire. Les liens ayant servi à le ligoter ont longtemps étaient conservés par la paroisse.

#### La Garde nationale
En 1798, les campagnes sont peu sûres ; des voleurs et des vanniers parcourent et infestent la région. Sur l'ordre des autorités cantonales, les communes de Zeinheim, de Rangen et de Landersheim doivent créer une compagnie de Gardes nationaux pour organiser, en commun, leur auto-défense. Le 18 Germinal de l'An VI, les citoyens électeurs des 3 communes se réunissent à la mairie de Zeinheim et, sous la présidence d'Antoine Pfister, « agent », on procède à l'élection des officiers, sous-officiers et caporaux de la Compagnie. C'est Michel Klein de Landersheim qui en devient le capitaine. Trois habitants de Zeinheim se voient nommés caporaux : Laurent Schmitt, Georges Diebolt et Joseph Huber.

### Zeinheim auXIXesiècle

#### Le serment de fidélité sous le Consulat
En septembre 1800, le vicaire de la paroisse Willgottheim-Zeinheim, Georges Ulrich (de Saessolsheim), se présente à la mairie de Zeinheim pour prêter le serment de fidélité à la Constitution : « Je promets d'être fidèle à la Constitution de l'an VIII de la République française. »
En novembre 1801, une religieuse native de la commune prête ce même serment : « Ce jour'hui, 12 brumaire de l'an X de la République française, devant le maire de la commune de Zeinheim, est comparue la citoyenne FRITSCH Catherine, née et demeurant anciennement à Zeinheim, en religieuse sous le nom de Bernardine, du ci-devant couvent de Biblenheim, laquelle a déclaré qu'elle désirait donner au gouvernement une preuve de son dévouement et demande en conséquence à être admise à la prestation de la promesse de fidélité voulue par la loi du 21 nivôse de l'an VIII. »

#### Le1ergreffiermunicipal
En 1812, mourut à l'âge de 58 ans, Jacob Trappler, instituteur du village depuis 1783. Il était originaire de Bergbieten. En tant que premier greffier de la commune, il a rédigé les 47 premières pages du premier registre officiel de la mairie. Il a dressé également les premiers actes d'état civil, de 1793 à 1812.
La plupart de ces actes sont signés par les déclarants, les témoins, époux et épouses, du moins pour ce qui concerne les personnes originaires de Zeinheim. Cela semble attester que la jeunesse de Zeinheim fréquentait assez régulièrement l'école depuis le milieu du XVIIIe siècle.

#### Procès-verbal de l'installation d'un instituteur
En 1835 l'instituteur du village, Nicolas Philippe Nouffert, donne sa démission. Le conseil municipal installe son successeur dans ses fonctions et fixe ses "avantages" en nature :
"Ce jourd'hui vingt et un août 1835, le conseil municipal de Zeinheim, assisté de tous les principaux bourgeois de ladite commune, considérant :
- que Nicolas Philippe Nouffert ex-instituteur donne sa démission,
- que Monsieur le Maire agit dans l'intérêt de la jeunesse en le remplaçant parce qu'il importe que la jeunesse reçoive l'instruction,
- que le choix fait par Monsieur le Maire de concert avec Monsieur le Curé sur Monsieur Schuhler Jacques, instituteur du 2ème degré par Monsieur le Recteur de l'Académie de Nancy, sous la date du 20 juillet 1831 paraît être convenable et utile sous tous les rapports,
"délibère :
- d'accorder audit Monsieur Schuhler un traitement fixe de 200 francs par an comme instituteur, de plus 40 francs pour bois et chauffage, de plus chaque bourgeois sera tenu de payer à l'instituteur deux boisseaux d'orge et un boisseau de froment (ledit blé doit être rentré à Noël),
- de lui accorder une somme de 25 francs comme secrétaire de mairie,
- de définir pour l'écolage de chaque enfant une somme de 1 francs et 50 centimes soit qu'il fréquente l'école une partie de l'hiver ou tout l'hiver,
- qu'au moyen de ces avantages ledit Schuhler sera tenu d'employer son temps à l'enseignement des élèves et à leur apprendre la langue française et les principes de l'arithmétique,
- qu'il s'oblige en outre à faire école été comme hiver."
En 1839, son successeur devait s'obliger en outre, lors de son installation, à faire le sacristain-sonneur et percevait une rémunération de 25 francs pour faire le chanteur à l'office et pour laver et blanchir le linge de l'église.

#### La construction d'une nouvelle école
Le 26 décembre 1849 le conseil municipal de Zeinheim demande un crédit spécial pour entreprendre des réparations urgentes à la maison d'école, la maison "la moins confortable de tout le village". Mais dès 1850, les communes de Zeinheim et Rangen demandent à l'administration l'autorisation d'aliéner leurs terrains communaux :le produit devant être employé au financement de la construction de nouvelles écoles, une dans chaque commune. L'autorisation est accordée en 1851, mais le projet est suspendu en 1852 : l'administration envisageait en effet la construction à Mittelkurz d'une seul école, commune au 2 villages.
Le conseil municipal de Zeinheim rejette cette proposition, en date du 18 juin 1854, voici les arguments avancés :
" Si nous consentons à la construction d'une école à Mittelkurz, les enfants perdraient beaucoup à l'instruction et encore plus à la religion. Le temps utile pour l'instruction est sans contredit pendant les mois de novembre, décembre, janvier, février, mars et avril, saison pendant laquelle il fait le plus souvent mauvais temps, de sorte que les enfants ne pourraient pas fréquenter l'école jamais assister à la sainte messe et cependant c'est l'ordre expresse de Monseigneur l'Evêque que les écoliers doivent assister journellement à la sainte messe. Et pendant le semestre de la belle saison, les parents ont quelquefois besoin de leurs enfants au-dessus de 12 ans pour les travaux des champs, et les plus jeunes ne pourraient pas traverser seuls les champs pour fréquenter l'école, pour éviter dans les fortes chaleurs la rencontre de chiens étrangers atteints de rage."
C'est ainsi que l'école sera intégrée au village et construite à l'emplacement de l'ancienne.
Pour hâter sa construction, tous les habitants du village s'engagent et s'obligent à faire le transport gratuit de tous les matériaux nécessaires à la construction, à ouvrir les fondements et à fournir 80 journées de manœuvre à titre de prestations volontaires d'un montant estimé à 700 francs.
Le conseil municipal décide de faire construire un logement à l'instituteur et une salle assez vaste pour accueillir les 28 élèves "qui fréquentent présentement l'école et dont le nombre s'élèvera au moins à 36 vers la fin de la présente année". Pour financer les travaux, la municipalité dispose, outre les prestations volontaires, d'une somme de 2700 francs provenant de l'aliénation des biens communaux et des intérêts de cette somme, ainsi que des matériaux provenant de l'ancienne école et estimés à 300 francs.
La salle de classe devait occuper tout le rez-de-chaussée, mais "le vœu unanime de tous les habitants" était de réserver au rez-de-chaussée "une salle pour y déposer et y conserver les pièces composant les archives de la mairie, afin que plus tard on n'aurait plus les difficultés lors du remplacement d'un maire, à transporter les pièces d'une maison à l'autre".
C'est pourquoi, le conseil municipal, réuni le 3 septembre 1854, demande à l'architecte de l'arrondissement, monsieur Furst, de modifier les plans : les dimensions de la maison resteront les mêmes, mais une salle de mairie sera incorporée au rez-de-chaussée.
Les travaux prévus initialement pour l'été 1855, ne furent réalisés qu'en 1857. La facture s'élève à 8 200 francs. Pour couvrir le déficit, la municipalité demande à plusieurs reprises un secours sur les fonds du département et de l'État ; une lettre poignante est également adressée à Son Excellence Le Ministre de l'Instruction Publique qui accorde un subvention de 1 000 francs en 1860.

#### La commune prend la défense de son instituteur
En 1855, le maître d'école du village, Michel BRASSEL, est révoqué de ses fonctions par suite « d'une déposition mensongère de 2 individus de Kienheim ». Bien qu'il soit reconnu non coupable par le tribunal de Strasbourg, il est question de nommer à sa place, comme enseignant dans la commune, un  membre d'une congrégation religieuse. Alors le conseil municipal prend la défense de l'instituteur "laïc" :
"Considérant que ledit BRASSEL, dès son arrivée dans notre Commune, s'est distingué par l'accomplissement consciencieux des devoirs que lui prescrivaient la religion et la moralité, que sa conduite sous tous les rapports est édifiante par ses exemples, qu'il n'a jamais fréquenté les cabarets, qu'il ne s'est jamais présenté dans un lieu ou dans une société qui ne conviendrait pas à la gravité et à la dignité de ses fonctions, qu'il s'est toujours montré plein de respect envers les autorités de la Commune et qu'en général il est très affable et pacifique envers tous les habitants.
Considérant que dans la crise qu'il avait à passer, il s'est résigné avec force et âme à la Providence divine, comme fait et doit faire l'homme fondé dans sa religion, et que par cet accident fâcheux il n'a rien perdu de la confiance et du respect dont il jouit dans la Commune.
Vu la triste et déplorable situation dans laquelle se trouve ledit BRASSEL avec sa pauvre famille.
Emettons à l'unanimité au nom de tous les habitants de la Commune, le vœu que l'école de Zeinheim sera toujours dirigé par un instituteur laïc.
Prions instamment l'autorité compétente de vouloir bien user d'indulgence envers ledit BRASSEL et de le réintégrer aux fonctions d'instituteur."

#### Le jardin de l'instituteur
Le jardin de l'instituteur était situé hors du village, en bordure du Muhlweg. En 1867, un échange de cette parcelle communale contre une propriété appartenant à M. RIEHL, et située derrière l'école, permit l'installation du jardin de l'instituteur à cet endroit. Ainsi l'enseignement agricole et horticole se trouvait facilité ; les nouvelles prescriptions du ministre de l'Instruction prévoyaient d'ailleurs la création d'un jardin à proximité de l'école. D'un autre côté la municipalité tenait également à améliorer la position de l'instituteur.

### Héraldique
| Blason de Zeinheim | Blason  | Parti : au premier de gueules au lion contourné d'argent, lampassé du champ, couronné d'or, au second d'argent à la fasce de sinople, à la bordure de gueules. |
| Blason de Zeinheim | Détails | |

## Politique et administration

### Liste des maires

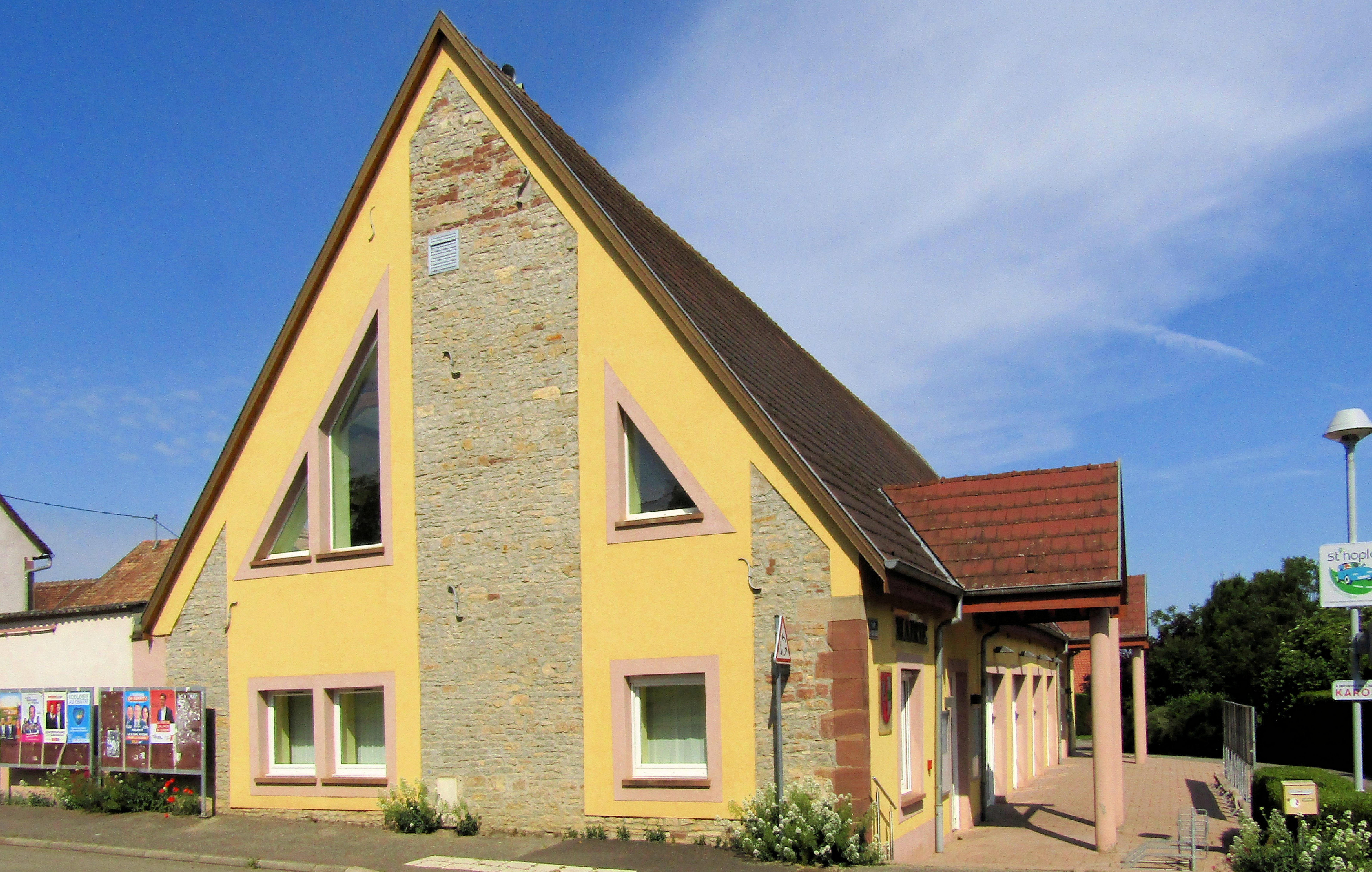
La mairie.

| Période | Période  | Identité                                      | Étiquette | Qualité |
| ------- | -------- | --------------------------------------------- | --------- | ------- |
| 2001    | En cours | François Goetz Réélu pour le mandat 2020-2026 |           |         |

### Tendances politiques et résultats
Le résultat de l'élection présidentielle de 2012 dans cette commune est le suivant :
| Candidat       | Candidat                    | Premier tour | Premier tour | Second tour | Second tour |
| Candidat       | Candidat                    | Voix         | %            | Voix        | %           |
| -------------- | --------------------------- | ------------ | ------------ | ----------- | ----------- |
|                | Eva Joly (EÉLV)             | 2            | 1,57         |             |             |
|                | Marine Le Pen (FN)          | 24           | 18,90        |             |             |
|                | Nicolas Sarkozy (UMP)       | 48           | 37,80        | 83          | 69,75       |
|                | Jean-Luc Mélenchon (FG)     | 11           | 8,66         |             |             |
|                | Philippe Poutou (NPA)       | 0            | 0,00         |             |             |
|                | Nathalie Arthaud (LO)       | 0            | 0,00         |             |             |
|                | Jacques Cheminade (SP)      | 0            | 0,00         |             |             |
|                | François Bayrou (MoDem)     | 21           | 16,54        |             |             |
|                | Nicolas Dupont-Aignan (DLR) | 3            | 2,36         |             |             |
|                | François Hollande (PS)      | 18           | 14,17        | 36          | 30,25       |
|                |                             |              |              |             |             |
| Inscrits       | Inscrits                    | 150          | 100,00       | 150         | 100,00      |
| Abstentions    | Abstentions                 | 21           | 14,00        | 22          | 14,67       |
| Votants        | Votants                     | 129          | 86,00        | 128         | 85,33       |
| Blancs et nuls | Blancs et nuls              | 2            | 1,55         | 9           | 7,03        |
| Exprimés       | Exprimés                    | 127          | 98,45        | 119         | 92,97       |

Le résultat de l'élection présidentielle de 2017 dans cette commune est le suivant :
| Candidat    | Candidat                    | Premier tour | Premier tour | Deuxième tour | Deuxième tour |  |
| Candidat    | Candidat                    | %            | Voix         | %             | Voix          |  |
| ----------- | --------------------------- | ------------ | ------------ | ------------- | ------------- |  |
|             | Nicolas Dupont-Aignan (DLF) | 9,49         | 13           |               |               |  |
|             | Marine Le Pen (FN)          | 29,93        | 41           | 42,15         | 51            |  |
|             | Emmanuel Macron (EM)        | 19,71        | 27           | 57,85         | 70            |  |
|             | Benoît Hamon (PS)           | 1,46         | 2            |               |               |  |
|             | Nathalie Arthaud (LO)       | 2,92         | 4            |               |               |  |
|             | Philippe Poutou (NPA)       | 1,46         | 2            |               |               |  |
|             | Jacques Cheminade (SP)      | 0,00         | 0            |               |               |  |
|             | Jean Lassalle (RES)         | 3,65         | 5            |               |               |  |
|             | Jean-Luc Mélenchon (LFI)    | 8,76         | 12           |               |               |  |
|             | François Asselineau (UPR)   | 0,00         | 0            |               |               |  |
|             | François Fillon (LR)        | 22,63        | 31           |               |               |  |
|             |                             |              |              |               |               |  |
| Inscrits    | Inscrits                    | 162          | 100,00       | 162           | 100,00        |  |
| Abstentions | Abstentions                 | 23           | 14,20        | 26            | 16,05         |  |
| Votants     | Votants                     | 139          | 85,80        | 136           | 83,95         |  |
| Blancs      | Blancs                      | 2            | 1,44         | 10            | 7,35          |  |
| Nuls        | Nuls                        | 0            | 0,00         | 5             | 3,68          |  |
| Exprimés    | Exprimés                    | 137          | 98,56        | 121           | 88,97         |  |

## Démographie
L'évolution du nombre d'habitants est connue à travers les recensements de la population effectués dans la commune depuis 1793. Pour les communes de moins de 10 000 habitants, une enquête de recensement portant sur toute la population est réalisée tous les cinq ans, les populations de référence des années intermédiaires étant quant à elles estimées par interpolation ou extrapolation. Pour la commune, le premier recensement exhaustif entrant dans le cadre du nouveau dispositif a été réalisé en 2007.

En 2022, la commune comptait 226 habitants, en évolution de +12,44 % par rapport à 2016 (Bas-Rhin : +3,17 %, France hors Mayotte : +2,11 %).
| 1793 | 1800 | 1806 | 1821 | 1831 | 1836 | 1841 | 1846 | 1851 |
| ---- | ---- | ---- | ---- | ---- | ---- | ---- | ---- | ---- |
| 97   | 125  | 162  | 198  | 208  | 180  | 170  | 172  | 184  |

| 1856 | 1861 | 1866 | 1871 | 1875 | 1880 | 1885 | 1890 | 1895 |
| ---- | ---- | ---- | ---- | ---- | ---- | ---- | ---- | ---- |
| 192  | 194  | 188  | 188  | 169  | 167  | 185  | 185  | 182  |

| 1900 | 1905 | 1910 | 1921 | 1926 | 1931 | 1936 | 1946 | 1954 |
| ---- | ---- | ---- | ---- | ---- | ---- | ---- | ---- | ---- |
| 173  | 167  | 161  | 138  | 161  | 158  | 165  | 145  | 138  |

| 1962 | 1968 | 1975 | 1982 | 1990 | 1999 | 2006 | 2007 | 2012 |
| ---- | ---- | ---- | ---- | ---- | ---- | ---- | ---- | ---- |
| 122  | 145  | 127  | 114  | 149  | 151  | 182  | 186  | 203  |

| 2017 | 2022 | - | - | - | - | - | - | - |
| ---- | ---- | - | - | - | - | - | - | - |
| 201  | 226  | - | - | - | - | - | - | - |

## Lieux et monuments

### Les croix rurales
Vers la fin du XVIIe siècle, Michael Fritz était le personnage le plus en vue dans le village. C'est lui qui a fait ériger les croix en grès taillé sur le territoire communal.
À cette époque, et malgré les guerres de Louis XIV, la situation des paysans s'était améliorée et dans les campagnes les gens aisés faisaient ériger des croix rurales pour rendre grâce à Dieu publiquement.
Le « Schultheiss » Michael Firitz a fait ériger ses croix aux limites approximatives du ban communal au nom de sa famille, mais certainement aussi au nom de toute la communauté dont il était le responsable.
Il y faisait graver l'épigraphe suivante :
"DIESES CREUTZ HAT MICHAEL FRITZ UND SEINE FRAU AGATA G. BORN RIN UND SEIN SOHN THIEWALT FRITZ BURGER ZU ZEINHEIM GOTT UND MARIA ZU EHREN LASSEN AUFRICHTEN - 1699"